# أمولاوية
الأمولاوية (الاسم العلمي: Chlorogaleae) هي قبيلة من النباتات تتبع الفصيلة الهليونية من رتبة الهليونيات.

## أجناس الأمولاوية
- الأمول
- الكماس